# Estepe Euroasiática

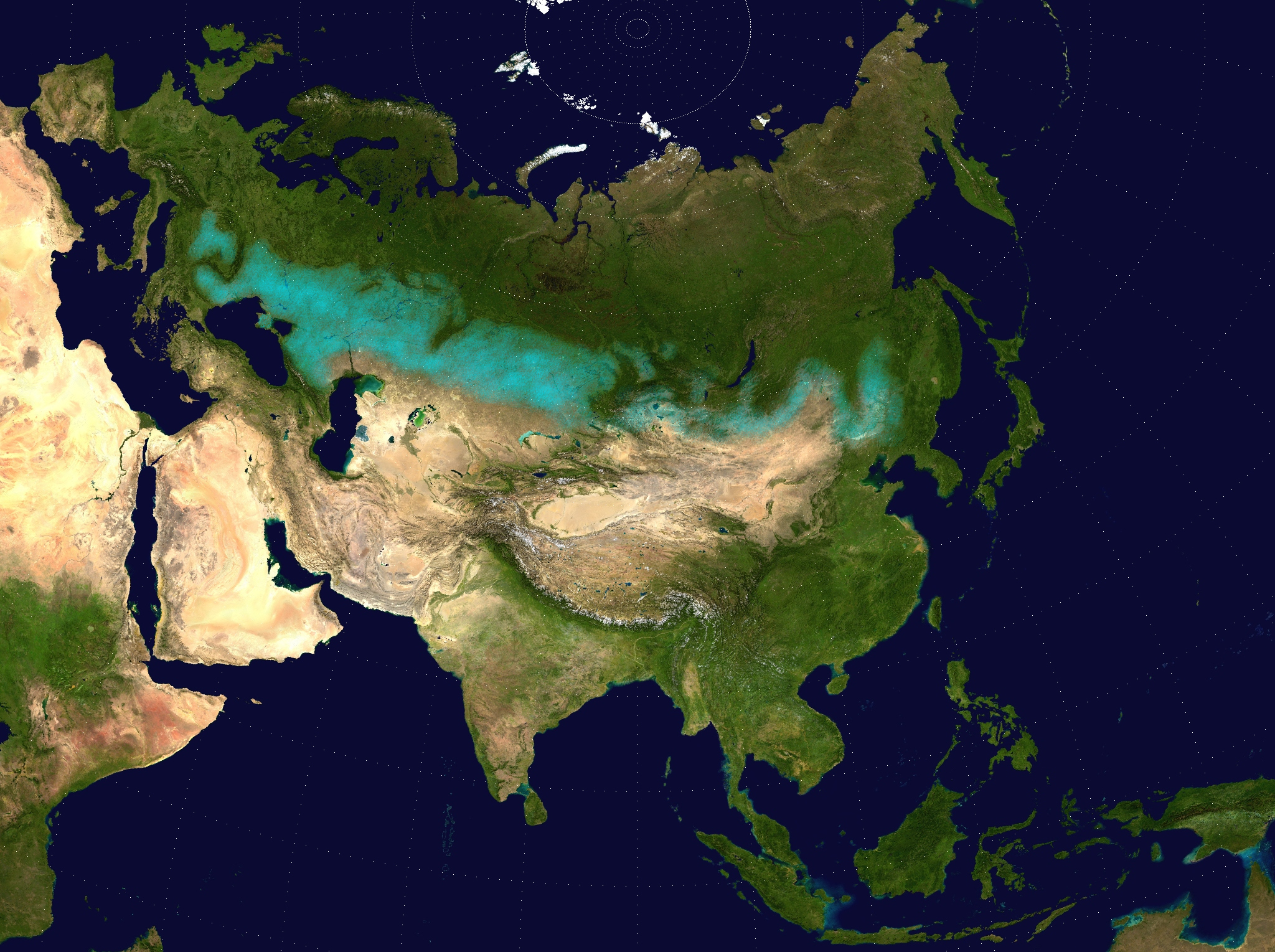
A estepe euroasiática,, no centro da Eurásia.

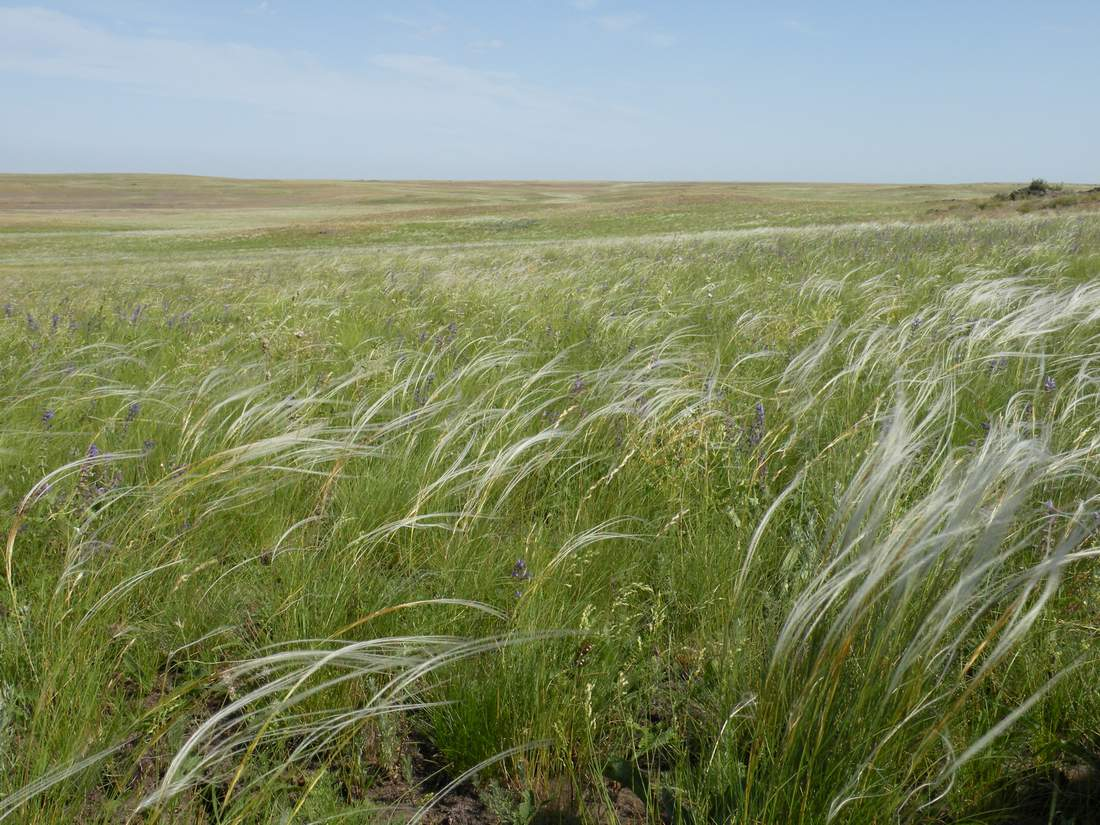
Paisagem típica da estepe (no Oblast de Orenburgo).

A estepe euroasiática é a grande ecorregião de estepe que cobre o centro do supercontinente Eurásia com terras de pasto temperadas, savanas e matagais como biomas característicos. Estende-se da Moldavia através da Ucrânia até à Sibéria, com um enclave importante situado na Hungria chamado Puszta. A estepe liga económica, política e culturalmente o leste da Europa, a Ásia Central, a China, a Ásia Meridional e o Médio Oriente através de rotas de comércio por terra, especialmente a Rota da Seda que operou durante a Antiguidade e a Idade Média.

## Geografia

### Fauna
Há pouca informação sobre a ecologia das estepes antes da vinda do pastoreio nómada. Os animais primários aqui presentes eram ovelhas e cabras em rebanhos de pouca densidade. Os camelos foram utilizados nas áreas mais secas para transporte para oeste através de Astrakhan. Houve alguns iaques ao longo das zonas limítrofes com o Tibete. 
O cavalo foi domesticado pela primeira vez na estepe russa e cazaque em algum momento antes de 3000 a.C., sendo utilizado para transporte e para a guerra.

### Ecorregiões
O Fundo Mundial para a Natureza divide a estepe euroasiática em pradarias temperadas, savanas e matos numa série de ecorregiões, que se distinguem pela altitude, clima, chuva, e outras características, e pelo habitat de comunidades e espécies vegetais e animais. Destacam-se:
- Estepe pôntica (na Europa de Leste)
- Deserto de Ryn (Cazaquistão)
- Estepe de Tian Shan (na China)

## Galeria

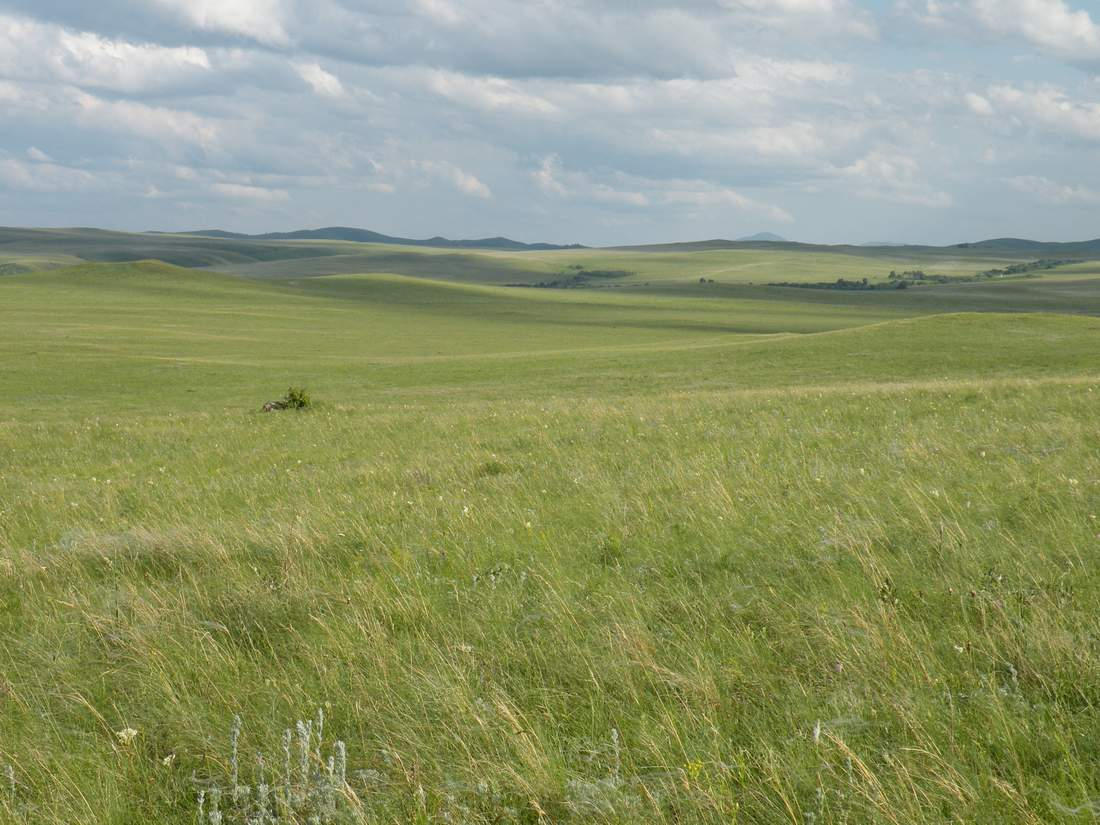
Estepe no sul da Sibéria (Krai de Altai).
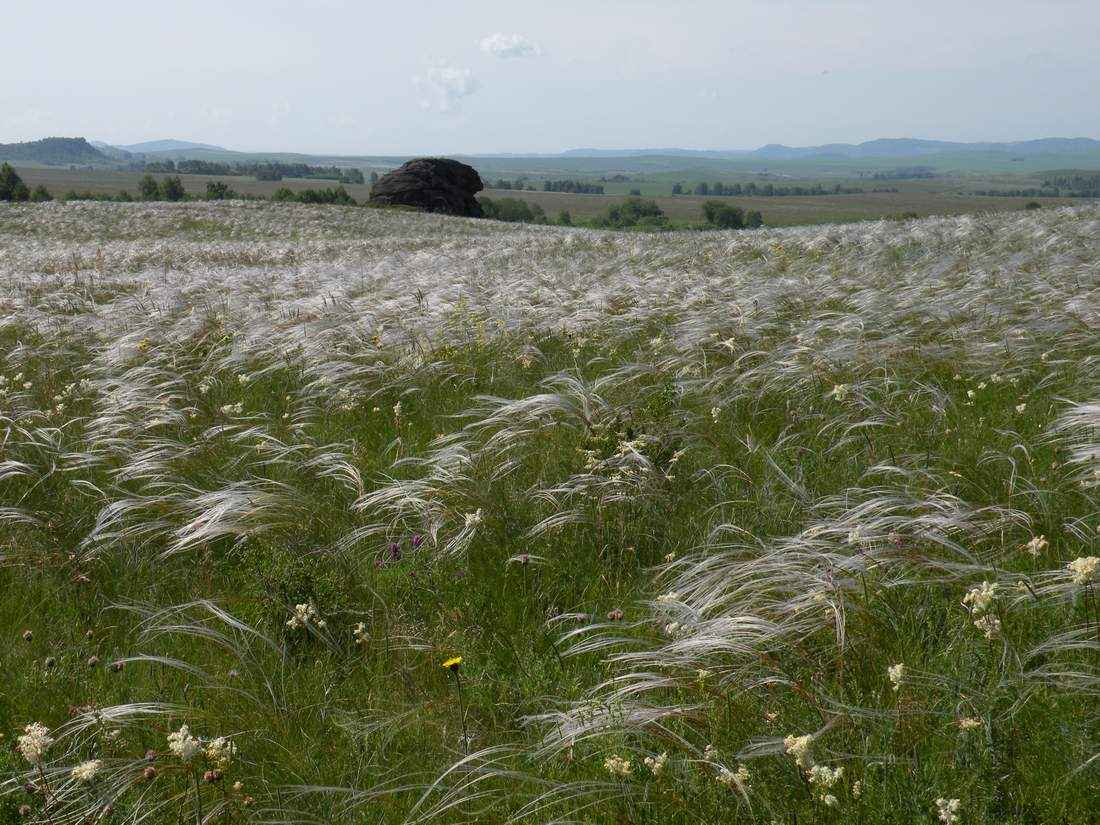
Estepe no sul da Sibéria (Krai de Altai).
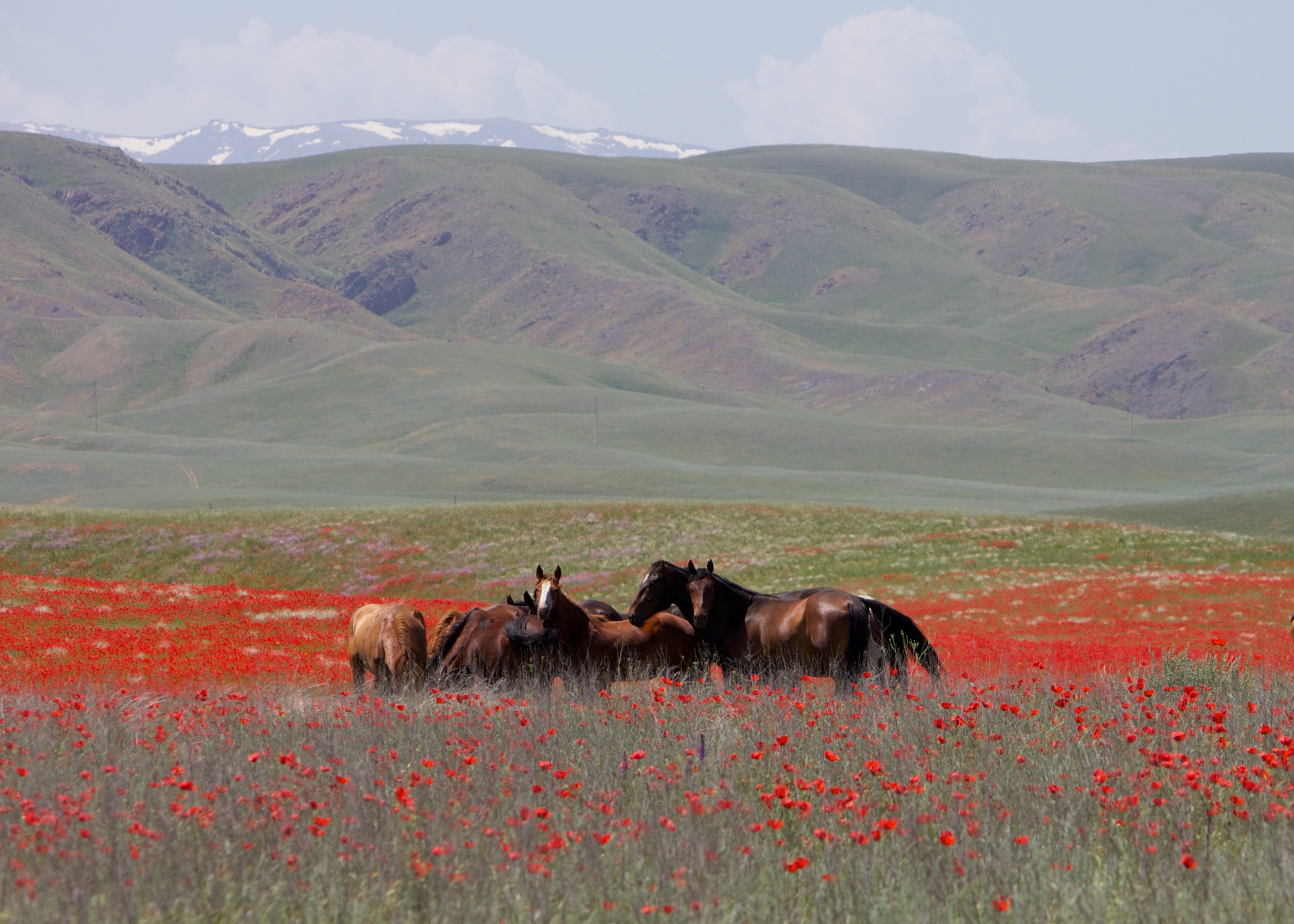
Estepe no Cazaquistão oriental.
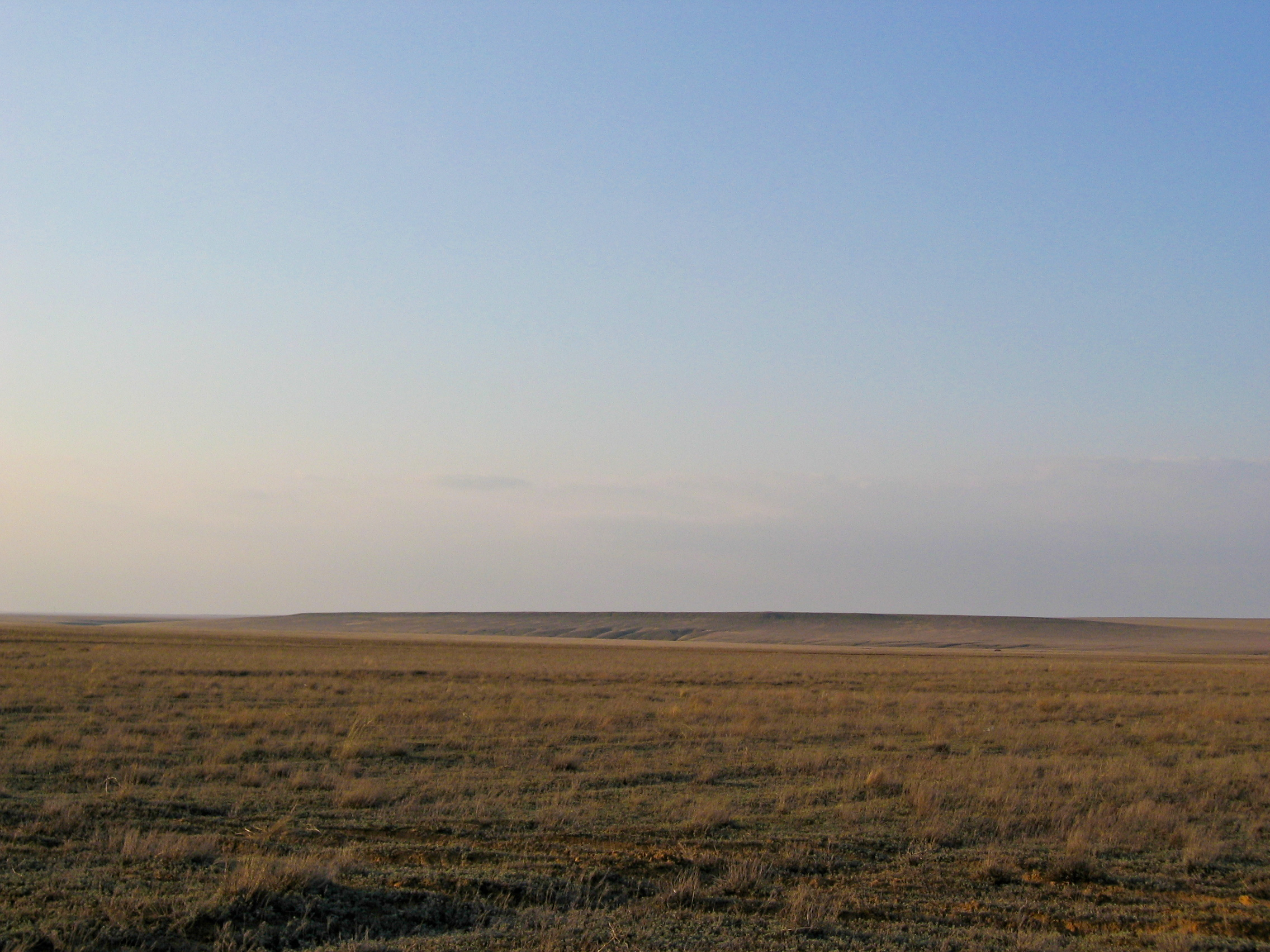
Estepe semiárida na parte ocidental do Cazaquistão no início da primavera.
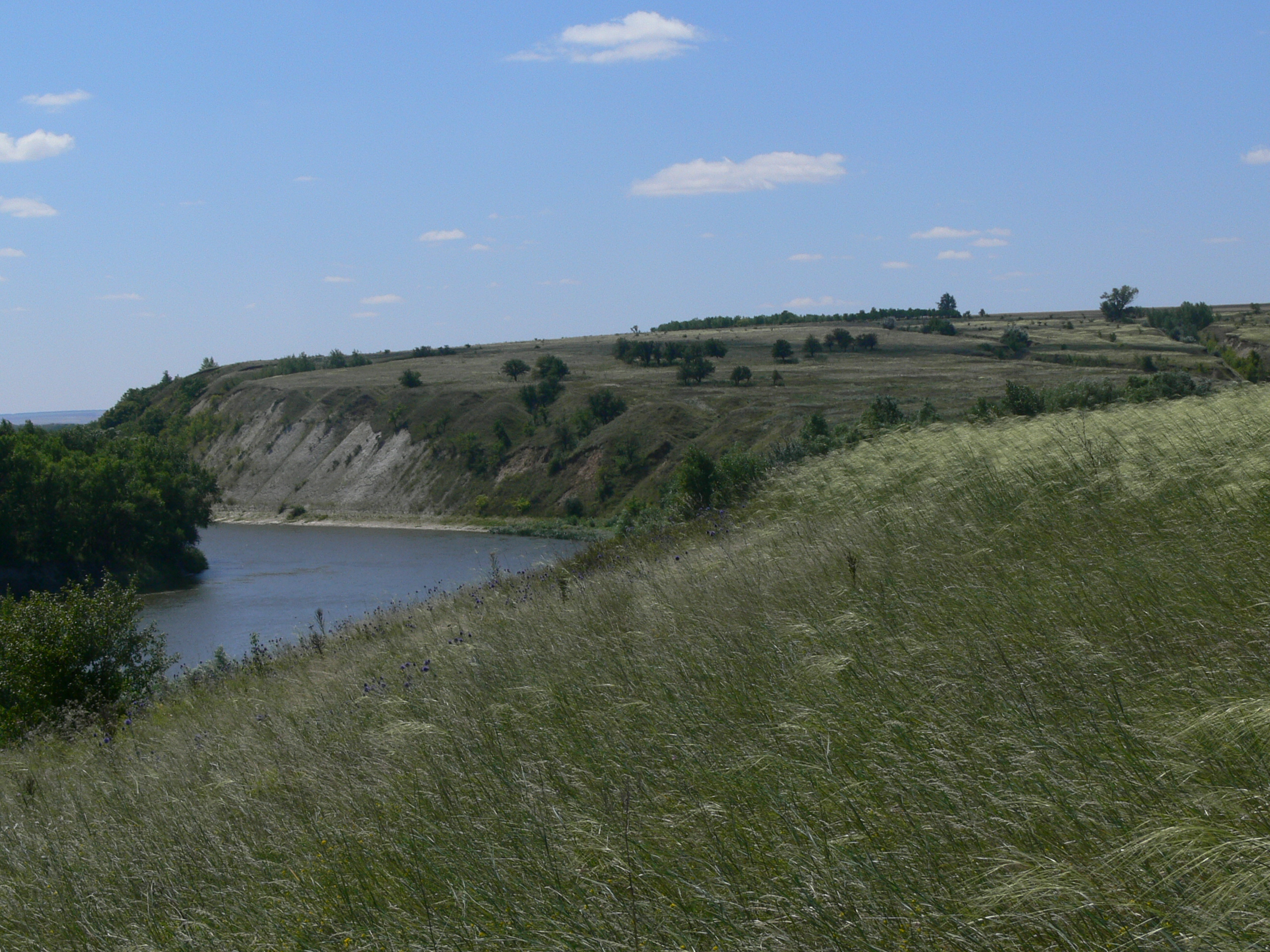
Estepe junto ao rio Khopyor, Oblast de Volgogrado, Russia.
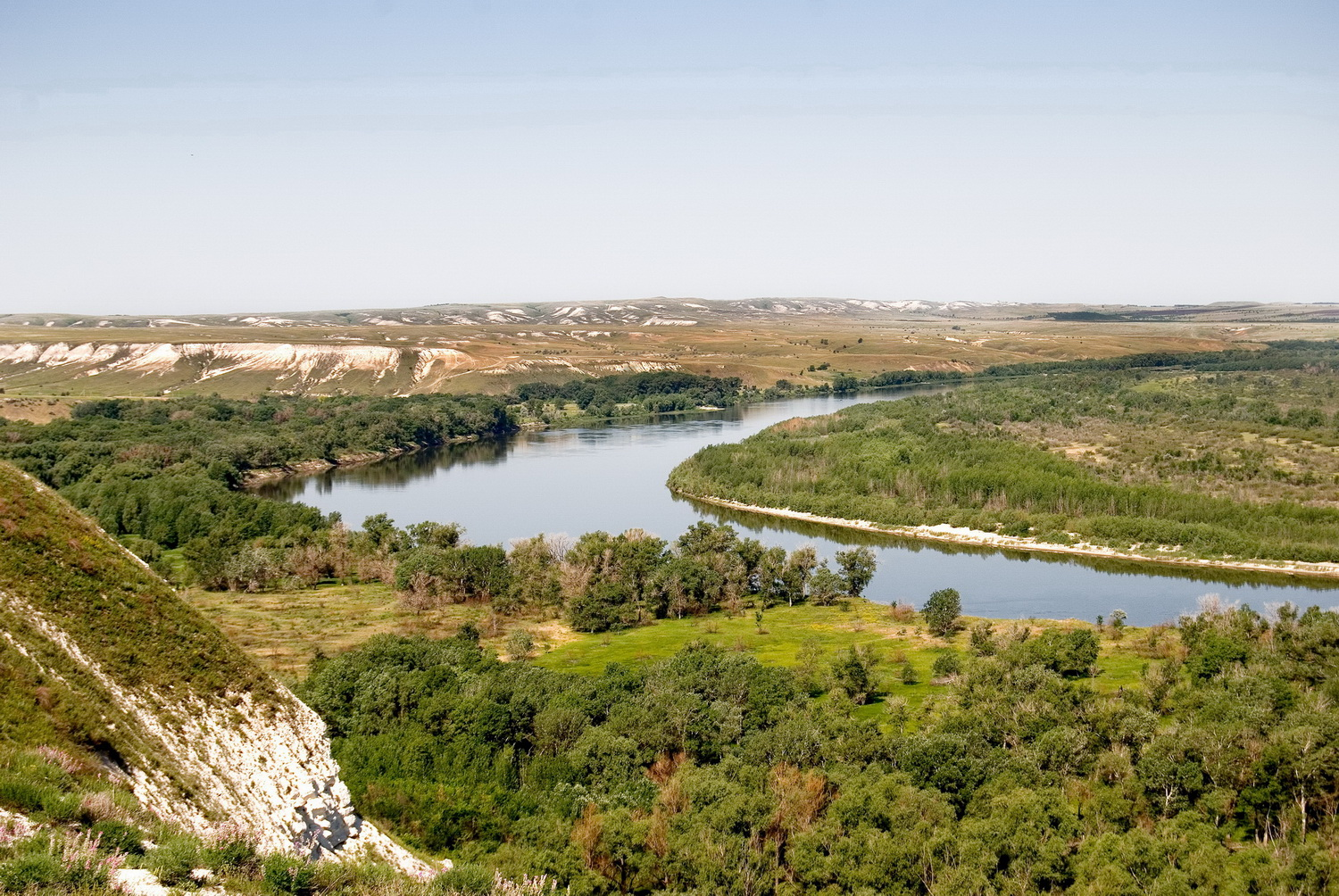
Estepe junto ao rio Khopyor, Oblast de Volgogrado, Russia.
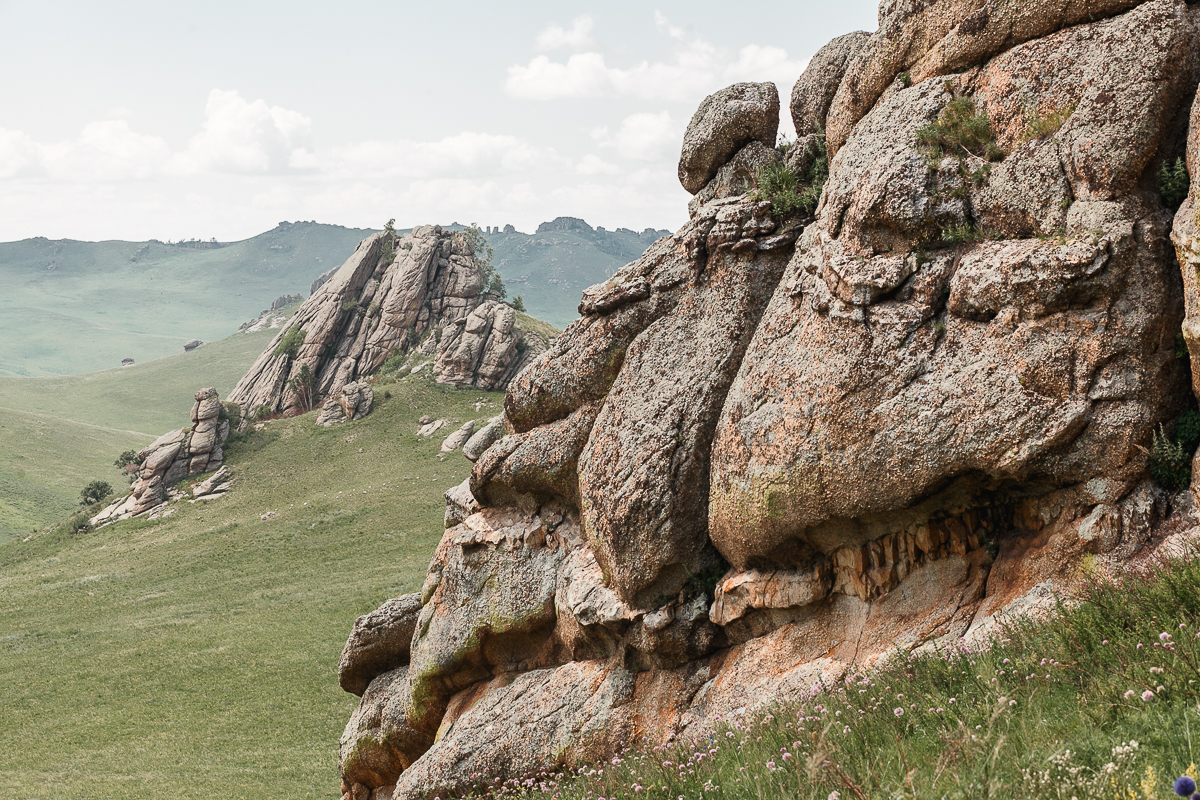
Estepe no sudeste da Sibéria, Krai de Zabaykalsky.
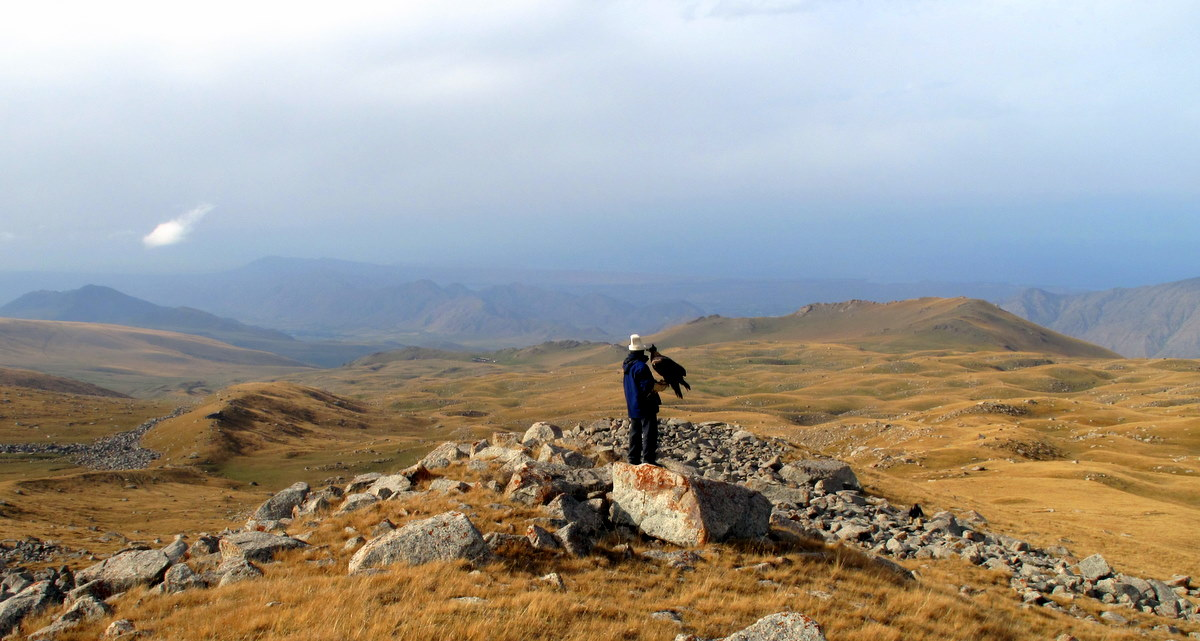
Estepe no Quirguistão.
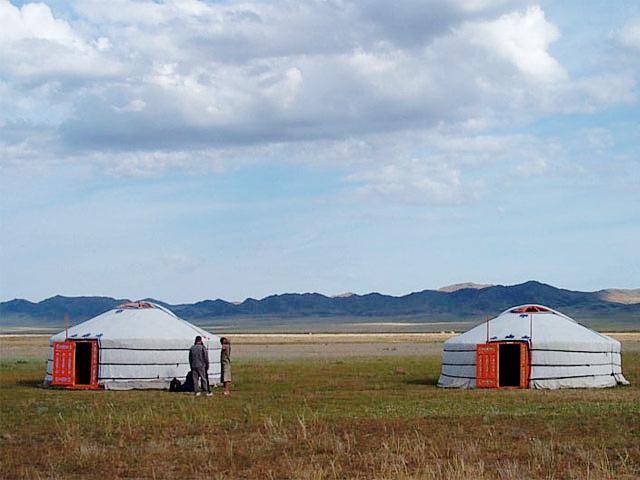
Ghers na estepe da Mongólia